# II. János Pál pápa tér (stanice metra v Budapešti)
II. János Pál pápa tér je podzemní stanice na lince M4 budapešťského metra. Nachází se pod stejnojmenným náměstím v pešťském VIII. městském okruhu v blízkosti ulice Népszínház utca k níž směruje výstup ze stanice. V místě je umožněn přestup na linky tramvají 28, 28A, 37, 37A a 62.

## Technické údaje
- Délka stanice: 91 m
- Délka nástupišť: 80 m
- Plocha nástupišť: 923 m²
- Niveleta stanice: 16,7 m pod úrovní terénu (od temene kolejnice)
- Počet eskalátorů: 3
- Počet výtahů: 2
- Počet výstupů: 1
- Typ stanice: Jednolodní hloubená a ražená s nástupištěm uprostřed